# بودرباله (استان بویره)
بودرباله (به عربی: بودربالة) یک شهرداری در الجزایر است که در استان بویره واقع شده‌است. بودرباله ۱۶٬۶۹۷ نفر جمعیت دارد.